# Јерменија на Европском првенству у атлетици на отвореном 2014.
Јерменија је учествовала на 22. Европском првенству у атлетици на отвореном 2014. одржаном у Цириху од 12. до 17. августа. Ово је било шесто европско првенство у атлетици на отвореном од 1994. године када је Јерменија први пут учествовала, пропустила је првенство одржано 2006 године. Репрезентацију Јерменије представљала су три такмичара (1 мушкарац и 2 жене) који су се такмичили у три дисциплине.
На овом првенству представници Јерменије нису освојили ниједну медаљу нити су остварили неки резултат.

## Учесници
| Мушкарци: - Гор Некарарјан — Скок удаљ | Жене: - Дијана Хубесерјан — 200 м - Амалија Саројан — 400 м |  |

## Резултати

### Мушкарци
| Атлетичар      | Дисциплина | Лични рекорд | Квалификације | Квалификације | Полуфинале           | Полуфинале           | Финале               | Финале               | Детаљи |
| Атлетичар      | Дисциплина | Лични рекорд | Резултат      | Место         | Резултат             | Место                | Резултат             | Место                | Детаљи |
| -------------- | ---------- | ------------ | ------------- | ------------- | -------------------- | -------------------- | -------------------- | -------------------- | ------ |
| Гор Некарарјан | Скок удаљ  | 7,97         | без пласмана  | без пласмана  | Није се квалификовао | Није се квалификовао | Није се квалификовао | Није се квалификовао |        |

### Жене
| Атлетичарка       | Дисциплина | Лични рекорд | Квалификације | Квалификације | Полуфинале            | Полуфинале            | Финале                | Финале  | Детаљи |
| Атлетичарка       | Дисциплина | Лични рекорд | Резултат      | Место         | Резултат              | Место                 | Резултат              | Место   | Детаљи |
| ----------------- | ---------- | ------------ | ------------- | ------------- | --------------------- | --------------------- | --------------------- | ------- | ------ |
| Дијана Хубесерјан | 200 м      | 24,61        | 25,74         | 7. у гр. 4    | Нису се квалификовале | Нису се квалификовале | Нису се квалификовале | 34 / 35 |        |
| Амалија Саројан   | 400 м      | 54,99        | 56,49         | 7. у гр. 3    | Нису се квалификовале | Нису се квалификовале | Нису се квалификовале | 28 / 29 |        |